# 陳還
陳還（1677年—？），字素亭，福建同安人，汉军正白旗人。康熙己卯举人，庚辰联捷进士。

## 生平
康熙四十七年（1708年）任广东肇庆府开平县知县，康熙六十一年（1722年）因母丧回乡守孝。雍正元年（1723年），由两广总督鄂彌達推荐任督标前营参将。

## 家族
- 曾祖陳鼎，明天启丁卯举人，同安县教谕；
- 祖陳永華；
- 父陈梦球，康熙甲戌进士，翰林院编修；
- 姑姑陈氏，世子妃。[3]